# Marian Rojas Estapé
Marian Rojas Estapé (Madrid, 2 de noviembre de 1983) es una médica, especialista en psiquiatría y escritora española.

## Biografía
Marian es hija y nieta de psiquiatras. Su padre es el psiquiatra y escritor Enrique Rojas y su madre la notaria y profesora universitaria Isabel Estapé. Es nieta del economista Fabián Estapé. Comenzó la Licenciatura de Medicina en la Universidad Complutense de Madrid, concluyéndola en la Universidad de Navarra (2007). Concluida la licenciatura, se especializó en Psiquiatría.
Antes de iniciar su carrera profesional en el campo de la psiquiatría, colaboró con la ONG Por la Sonrisa de un niño, trabajando con niños del basurero de Phnom Pehn (Camboya); e impartió clases en un colegio del Bronx (Nueva York). También continúa colaborando con la fundación Somaly Mam en la lucha contra el tráfico sexual en Camboya.
En 2012 se trasladó un año a Londres para trabajar en un hospital de la capital británica, investigando en el campo de la somatización. Al año siguiente fue nombrada profesora invitada de la escuela de negocios IPADE (México).
Trabaja en el Instituto Español de Investigaciones Psiquiátricas. Es la fundadora del proyecto Ilussio Business and Emotions sobre las emociones, la motivación y el estrés en la empresa. En junio de 2023, fue nombrada embajadora de la ONG española Manos Unidas, en su sede central en Madrid.
Participa todos los años en las ferias del libro más importantes de habla hispana como el (FIL) Feria Internacional del libro de Guadalajara (México) y la Feria del libro de Madrid (España). 
Es colaboradora habitual en la radio en la Cadena Cope. Imparte numerosas conferencias en España e Hispanoamérica. Está casada y tiene cuatro hijos.

## Críticas
Su enfoque ha suscitado críticas entre expertos de la rama de la psicología, que cuestionan la validez científica de sus afirmaciones y el impacto que pueden tener en el público:  se le considera una visión reduccionista y biologicista, con tendencia a hacer afirmaciones contundentes sin el debido respaldo científico, su concepto de las "personas vitamina" es juzgado como problemático, es tendente a una visión individualista y descontextualizada, así como propensa a la divulgación efectiva, pero alienante.

## Publicaciones
- Recupera tu mente, reconquista tu vida, Barcelona, Espasa, 2024, 384 pp., ISBN 9788467071320.[18]
- Encuentra tu persona vitamina, Barcelona, Espasa, 2021, 318 pp., ISBN 9788467062212.[19]
- Cómo hacer que te pasen cosas buenas: entiende tu cerebro, gestiona tus emociones, mejora tu vida, Barcelona, Espasa, 2018, 231 pp., ISBN 9788467053302.[20] Ha sido un top ventas en 2019 en España,[21] con 350.000 ejemplares y se ha publicado en más de cuarenta países,[13] entre otros, Japón.[4]